# روبرت دين (يوفولوجي)
روبرت دين (بالإنجليزية: Robert Dean)‏ هو يوفولوجي ‏ أمريكي، ولد في 2 مارس 1929 في توسان في الولايات المتحدة، وتوفي في 11 أكتوبر 2018.